# ダンカン・マッカーサー
ダンカン・マッカーサー（Duncan McArthur、1772年1月14日 - 1839年4月29日）はアメリカ合衆国オハイオ州の連邦党、国民共和党の政治家である。第11代オハイオ州知事。
ニューヨーク州ダッチェス郡のスコットランド系移民の家に生まれ、ペンシルベニア州西部、のちにケンタッキー州に移り原住民の保護官として雇用された。1797年、マッカーサーはオハイオ川を渡って、1803年に州都となるオハイオ州チリコシーに移った。マッカーサーは周囲の土地に投資する事で豊かになった。
米英戦争中、民兵を務めていた間に彼はオハイオ州の第3選挙区から連邦下院議員に選出されたものの、民兵を務め続けることを好み職に適格ではなかった。彼はオハイオ州義勇軍の大佐に任命され、デトロイトのウィリアム・ハル将軍の副司令官となった。ハルが降伏した時、マッカーサーとルイス・カス大佐はデトロイトにおらず、そしてハルが降伏に両者も含めたことを聞き大いに怒ったとされる。英国の軍人が降伏を知らせた時、怒りのあまり彼は肩章を毟り剣を壊したという。それからマッカーサーは仮釈放されてオハイオ州に帰った。彼はアメリカ陸軍准将に任ぜられ、テムズの戦いの間、ウィリアム・ハリソンの下で旅団を指揮した。その後まもなく、ハリソン辞任後に北西部の軍の責任者になった。
マッカーサーはその後、オハイオ州下院議員と州上院議員、1823年から1825年までは連邦下院議員を1期務め、1830年には州知事選挙に当選、知事を1期務め再選は狙わなかった。